# Loving Vincent
Loving Vincent (prt: A Paixão de Van Gogh; bra: Com Amor, Van Gogh) é um filme biográfico de animação, o primeiro totalmente pintado. Ele conta a história do pintor Vincent van Gogh e foi escrito e dirigido por Dorota Kobiela e Hugh Welchman. Foi produzido por Hugh Welchman e Sean Bobbitt de BreakThru Filmes e Ivan Mactaggart da Marca de Filmes. O desenvolvimento foi financiado pela Polish Film Institute e está sendo vendido pelo Cinema Management Group. Os financiadores incluem RBF Productions, Silver Reel, Doha Film Institute, Polish Film Institute, Sevenex Capital Partners e a Cidade de Wroclaw, Capital Europeia da Cultura em 2016.
A ideia de um filme ilustrado sobre Van Gogh surgiu de Dorota Kobiela, que também é pintora, após se aprofundar nas técnicas e história do artista através das suas cartas durante um período de crise pessoal. Inicialmente seria um curta metragem de 17 minutos com telas feitas por Dorota. .
Cada um dos 65.000 quadros do filme (em inglês, movie frames), é uma pintura a óleo sobre tela, usando a mesma técnica de Van Gogh, tudo feito por uma equipe de 115 pintores.

## Produção
Os diretores são o animador britânico Hugh Welchman e sua esposa, Dorota Kobiela, uma artista polonesa . Trabalharam com 125 artistas para pintar os 65.000 quadros individuais do filme, inspirados em cada sequência por pinturas específicas de Van Gogh. O filme foi filmado sobre o elenco jogando cenas em conjuntos rudimentares, então isso foi projetado para telas, quadro a quadro e pintado.
Os cineastas optaram por usar pintores classicamente treinados sobre animações tradicionais. Welchman afirmou que queria evitar pintores que possuíssem "estilos personalizados" escolhendo pessoas que eram "pintoras de óleos muito puras". No total, havia 125 pintores responsáveis pela animação. Isso foi mais do que inicialmente previsto e era devido a dificuldade em obter financiamento, resultando em um cronograma mais curto para a equipe trabalhar dentro. Havia, no total, cerca de 5.000 candidatos, muitos dos quais se interessaram depois de assistir um "questionário de recrutamento" on-line para o projeto.
O storyboard para o projeto foi informado pelas obras que Van Gogh pintou, que foram modificadas para a tela. Estes variaram de alterações simples a re-imagings incorporando diferentes efeitos climáticos ou horário do dia. No total, 65 mil quadros foram pintados, embora o processo de transferência para o filme se revelasse difícil, com apenas 1.000 sobreviventes do processo.

## Elenco
O elenco principal conta com os seguintes atores:
- Douglas Booth como Armand Roulin
- Jerome Flynn como o Dr. Gachet
- Saoirse Ronan como Marguerite Gachet
- Helen McCrory como Louise Chevalier
- Chris O'Dowd como Carteiro Roulin
- John Sessions como Père Tanguy
- Eleanor Tomlinson como Adeline Ravoux
- Aidan Turner como Barqueiro

## Recepção e crítica
A maioria dos críticos elogiou o filme. Tim Robey do jornal The Telegraph escreveu: "Nunca experimentei nada assim" e considerou o roteiro realista, como uma sensação ocasional de uma caminhada por um museu. Escreve que os flashbacks das amizades que Vincent experimentou são compartilhadas academicamente embora não possuam muitas surpresas para os já familiarizados com sua biografia. O jornal The Independent afirmou: "...é uma tela sempre transformadora que brilha na frente de seus olhos. "Os diretores não queriam fazer as pinturas de Van Gogh", diz Booth, o jovem ator britânico do The Riot Club . "Eles queriam que toda a ação aconteça nas pinturas que ele pintou." Imagine Starry Night ou The Night Cafe ganha vida; É tão revolucionário e notável como assistir, digamos, seu primeiro filme da Pixar, porém relevante".
O consenso dos críticos do Rotten Tomatoes concluíram que "as realizações visuais deslumbrantes de Vincent fazem com que este biopic de Van Gogh valha a pena procurar", avaliando em 81% no "tomatômetro" e 89% de pontuação de audiência.
- "Uma obra-prima animada! Eu nunca vi nada na vida da tela antes". [12] — Deadline Hollywood
- "É realmente muito surpreendente". [10] — The Independent
- "Nunca experimentei nada parecido antes". [13] — The Telegraph
- "Transformando-se em uma obra-prima por direito próprio". [14] — NBC Nightly News
- "Incrivelmente deslumbrante". [15] — Metro UK

## Inspiração filmográfica
Van Gogh fazia várias excursões artísticas para explorar paisagens nos arredores de Arles. Ele pintava colheitas, campos de trigo e outros marcos e peculiaridades da região. Algumas dessas obras icônicas de van Gogh inspiraram várias cenas da dramaturgia do filme.
| Terraço do Café à Noite, 1888 | Autorretrato, setembro de 1889 | Retrato do Carteiro Joseph Roulin, início de agosto de 1888 | Velho Triste ("No Portão da Eternidade"), 1890 |

## Prêmios
O filme recebeu vários prêmios em festivais de cinema, tais como:
| Premiação                                        | Categoria                        | Resultado                 |
| ------------------------------------------------ | -------------------------------- | ------------------------- |
| Shangai International Film Festival              | Melhor Animação                  | Venceu[carece de fontes?] |
| Golden Trailer Awards                            | Melhor Trailer Estrangeiro       | Venceu[carece de fontes?] |
| Film Festival Ostend Belgium                     | Prêmio de Audiência              | Venceu[carece de fontes?] |
| Animasyros International Animation Festival      | Prêmio de Audiência              | Venceu[carece de fontes?] |
| Festival Internacional de Cinema de Vancouver    | Filme internacional mais popular | Venceu[carece de fontes?] |
| Annecy International Animated Film Festival 2017 | Prêmio do Público                | Venceu[carece de fontes?] |